# Enter 77
Enter 77 (titulado "Introduce 77" en España y "Ingrese 77" en Hispanoamérica) es el undécimo episodio de la tercera temporada de la serie de televisión Lost. Locke, Sayid y Kate investigan una extraña estructura y a su habitante. Mientras que Sawyer compite en un juego de ping-pong para recuperar sus pertenencias. El flashback está centrado en Sayid Jarrah.

## Trama
En la playa, algunos de los supervivientes encuentran en la selva la mesa de ping-pong que se estaba en la escotilla, luego de repararle algunas partes dañadas empiezan la búsqueda de algo que puedan usar como pelota. Sawyer (Josh Holloway) está bastante molesto porque los demás tienen "sus cosas" (revistas, licores, remedios y demás).
Mientras tanto la expedición para intentar encontrar y rescatar a Jack, compuesta por Locke (Terry O'Quinn), Sayid (Naveen Andrews), Kate (Evangeline Lilly) y Rousseau (Mira Furlan), empieza a tener conflictos acerca de si es racional seguir un camino basado en las escrituras de la barra de Mr. Eko. Sayid va a buscar algo de comida mientras los demás acampan y en ese momento escucha un sonido similar a una campana, es una vaca. La sigue y encuentra una cabaña donde ve una antena parabólica en su techo, una persona alimentando a una vaca, más vacas, y un caballo con montura. La persona que ve es la misma que vieron por los monitores desde la estación La Perla, el señor del parche en el ojo (Andrew Divoff).
Sawyer tiene algo para usar de pelota y les propone a los demás jugarse “sus” pertenencias en un partido de ping pong: si él gana las recupera y si pierde el castigo es que no le puede decir apodos a sus compañeros por una semana. 
Sayid se ofrece para ir a entablar conversación con el habitante de esta estación, va desarmado para no parecer peligroso mientras los demás lo cubren desde los arbustos. Rousseau dice que sobrevivió hasta ahora evitando estas situaciones y se interna en la selva evitando participar y coordinando una poco alentadora reunión con los sobrevivientes de esta locura.  El habitante le dispara a Sayid y lo hiere, aparentemente confundiéndolo con Los Otros, antes de que Kate y Locke lo reduzcan. Esta persona se llama Mikhail Bakunin. Mientras Locke revisa el interior, Mikhail, con claro acento ruso, les asegura ser el último sobreviviente de Dharma. El ruso, exmilitar en la guerra en Afganistán, se ofrece a curar a Sayid, y mientras lo hace le cuenta como llegó a Dharma, después de que lo dieran de baja del ejército ruso. Según él, a través de un aviso en el diario que pregonaba querer salvar al mundo, y que como le gustaban las computadoras había ido a esa estación, La Llama, hace once años. El objetivo de esta estación era cominicarse con el mundo exterior. Aunque después dice que la antena lleva años sin funcionar, y que Los Otros lo dejaron quedarse siempre y cuando no atravesara determinados límites, y les entregara dos vacas.
Mientras, Locke encuentra una computadora en la que hay un juego de ajedrez y se pone a jugar al mismo. Cuando Mikhail lo ve, le dice que en todo este tiempo no le pudo ganar nunca y que la máquina hace trampas, Locke lo siente como un desafío. El ruso les trae té helado, pero Sayid está convencido de que no está solo, ya que la montura del caballo está puesta para alguien más bajo que él.
En el campamento Sawyer se burla del elegido para enfrentarlo, Hurley (Jorge Garcia), y más cuando éste le propone que si le va ganando 11 a 0, terminarlo.
Sayid, antes de enfrentar a Mikhail, quiere saber todo cuanto pueda de la estación y su capacidad comunicadora. Se entera de que Los Otros tienen un submarino, y así entiende como los emboscaron en el muelle. El ruso se da cuenta de que sospechan de él, y los ataca. Una vez que lo reducen entre los tres, Sayid levanta una alfombra donde se encuentra una entrada a un sótano, y mientras Kate y Sayid investigan, encuentran que hay explosivos conectados, y manuales de procedimientos para el trabajo en la estación, Locke, confiado en haber dejado a Mikhail bien atado, se dispone a terminar su juego y logra ganarle. Como premio aparece un nuevo vídeo de Orientación, dando instrucciones. Tiene que presionar 24 si quiere que le envíen comida; para transmitir 32; para comunicación con el continente, 38. Locke lo intenta pero le dice que la antena parabólica no funciona, si quiere intentar con el Sonar debe probar 56, tampoco funciona (aparentemente a causa de la explosión de El Cisne). La grabación dice que si detectó una incursión de los Hostiles, introduzca 77, John lo va a hacer cuando el ruso, que logró liberarse lo amenaza con un cuchillo. A Kate la ataca Bea (April Grace), la mujer afrodescendiente que estaba en el muelle y, una vez que logran detenerla entre los dos (Sayid y ella) Kate quiere vengarse y comienza a golpearla, por lo que Sayid debe contenerla. Cuando suben se encuentran con que Mikhail está apuntando a John, el ruso le propone un intercambio de rehenes, la mujer intenta convencerlo de que él sabe lo que tiene que hacer, y visto el desenlace esto era matarla y suicidarse, aunque John logra evitar esto último. 
Sawyer está tratando de arreglar unos lentes, de visible mal humor, ya que perdió 21 a 3 con Hugo, el cual le explica que jugaba mucho en la clínica (aunque le miente y le dice que fue en un sitio). Inclusive Hugo le dice que lamenta haberle pegado en la frente con el último remate. Finalmente le da ánimos, diciéndole que Kate está bien y lo detiene cuando James le quiere dar un nuevo apodo, recordándole la apuesta.
Locke duda de introducir 77, mientras salen de la estación con el prisionero, y llaman a gritos a Danielle Rousseau, para que se les sume, Sayid Jarrah encontró un plano donde se muestra el cableado de red y telefónico existente en la isla, mientras Locke le dice al Ruso que ahora entiende por qué no quería que jugara al juego, Sayid le pregunta de que habla, y en ese momento se produce una explosión que destruye la estación. Sayid se enoja con Locke porque cree que arruinó la única esperanza de comunicarse que tenían. Locke le explica que hizo lo que la computadora pedía, introducir 77 si había hostiles, no queda claro si se refiere a los Otros o los habitantes originales de la isla.

### Flashbacks
En los retrocesos, Sayid en París es identificado como torturador por una de sus víctimas, una mujer llamada Amira (Annie Bedlan), cuyo esposo tiende una trampa al ofrecerle empleo a Sayid, que cae en la celada. Encerrado, encadenado y golpeado, Sayid es increpado por el esposo de la torturada que le exige reconocer el delito. Finalmente, la mujer le cuenta a Sayid que el gato que tiene lo recogió de un callejón, donde también era torturado entre una bolsa con fuegos artificiales. Para rescatarlo, ella se atrevió a salir de su apartamento, en el que vivía aterrorizada por las consecuencias síquicas del tormento recibido de Sayid, a quien finalmente perdona y hace liberar, según le dice, "porque no quiero ser como ellos" (los torturadores del gato, y de ella). En "La Llama", Bakunin tiene un gato igual al de la mujer torturada y es lo último que se ve al terminar el capítulo.